# 3-й Кар'єрний провулок (Житомир)
3-й Кар'єрний провулок — провулок у Богунському районі міста Житомира.    

## Розташування
Знаходиться у північно-західній частині міста, у місцевості, відомій за неофіційною назвою Чулочка; на теренах історичних місцевостей Кокоричанка, Каракулі. Бере початок від вулиці Вільський Шлях, прямує у північно-східному напрямку затим повертає на південний схід та завершується глухим кутом. 

## Історія
У другій половині ХІХ століття землі, на яких виникне провулок належали старообрядцям, хутори яких розташовувалися поблизу (Каракулі, Видумка). У 1890-х роках підприємцями братами Бевензе викуплено землі у старообрядців хутора Каракулі та започатковано виробництво цегли у глинистій місцевості поблизу річки Кокоричанки, внаслідок чого розроблено глиняний кар'єр.    
Провулок виник у 1953 році. Протягом 1950-х років провулок забудовувався індивідуальними житловими будинками.    
У 1968 році за провулком закріплено чинну назву. Забудова провулка станом на 1968 рік сформована.    